# Улица Пудовкина
У́лица Пудо́вкина — улица в Западном административном округе города Москвы на территории района Раменки.

## История
Улица получила своё название 25 декабря 1961 года в память об актёре и режиссёре, народном артисте СССР В. И. Пудовкине (1893—1953).

## Расположение
Это вид - от улицы Пырьева, которая находится непосредственно позади фотографа.
Улица Пудовкина проходит от улицы Косыгина на северо-запад, пересекает Мосфильмовскую улицу, поворачивает на юго-запад и проходит параллельно ей, пересекает улицу Пырьева и оканчивается, не доходя до 2-го Мосфильмовского переулка. Нумерация домов начинается от улицы Косыгина.

## Примечательные здания и сооружения
По нечётной стороне:
- № 3 — жилой дом. Здесь жили кинорежиссёр Григорий Чухрай[3], художник Александр Харитонов[4], актёр Сергей Шевкуненко[5].
- № 5 — В доме жили художник-постановщик М. А. Богданов[6], актриса Тамара Носова[7] и актриса кино Валентина Владимирова[источник не указан 4145 дней].

По чётной стороне:

## Транспорт

### Автобус
По улице Пудовкина маршруты наземного общественного городского транспорта не проходят. У юго-восточного конца улицы, на Мосфильмовской улице, расположена остановка «Улица Пудовкина» автобусов м17, т34, 91к, 119, с263, 320, 394.

### Метро
- Станция метро «Минская» Солнцевской линии — западнее улицы, на пересечении Минской улицы и проспекта Генерала Дорохова
- Станция метро «Ломоносовский проспект» Солнцевской линии — юго-западнее улицы, на пересечении Ломоносовского проспекта и Мичуринского проспекта
- Станция метро «Спортивная» Сокольнической линии — юго-восточнее улицы, на улице Хамовнический Вал
- Наиболее легкодоступная станция метро - Киевская. К ней ведут многочисленные маршруты наземного транспорта от остановки "Улица Пудовкина". В пределах пешей доступности ни метро, ни железнодорожных станций нет.

### Железнодорожный транспорт
- Платформа «Поклонная» Киевского направления МЖД — севернее улицы, на проспекте Генерала Дорохова
- Станция МЦК «Лужники» — юго-восточнее улицы, на улице Хамовнический Вал